# Pennellate di poesia per Madeline
Pennellate di poesia per Madeline (Madeline) è una  serie televisiva franco-americano-canadese a cartoni animati prodotta nel 1993 da  DIC Entertainment, Cinar e France Animation per The Family Channel, ABC, Disney Channel, Canal+ e France 3. È composta da 67 episodi in 3 stagioni.
La serie si basa sulle avventure di Madeline, protagonista dei libri per ragazzi del 1939 di Ludwig Bemelmans. In Italia viene trasmessa dal 1997 su Italia 1, con la sigla cantata da Cristina D'Avena; successivamente, viene trasmessa da maggio 2009 su DeA Kids con il titolo originale Madeline.

## Doppiatori

### Doppiatori originali
- Tracey Lee Smythe: Madeline (1993-1994), Daniella (1995)
- Andrea Libman: Madeline (1995)
- Vanessa King: Chloe
- Kristin Fairlie: Nicola
- Kelly Sheridan: Daniella (1993-1994)
- A.J. Bond: Pepito (1993-1994)
- Kyle Labine: Pepito (1995)
- Stevie Vallance: Pepito/Genevieve
- French Tickner: Signor Cucuface
- Christopher Plummer: Narratore[2]

### Doppiatori italiani
- Federica Valenti : Madeline
- Annamaria Tulli : Chloe
- Marcella Silvestri : Nicole
- Lara Parmiani : Danielle
- Anna Bonel: Simone
- Patrizia Scianca : Pepito
- Maddalena Vadacca : Signora Clavel
- Antonio Paiola : Signor Cucuface
- Mario Scarabelli : Narratore

## Produzione
Nel 1988, DIC Entertainment e Cinar hanno realizzato un adattamento del primo libro in uno speciale televisivo animato per HBO, la cui sceneggiatura è stata scritta da Judy Rothman, che è stata scrittrice, e story editor per quasi tutti i successivi progetti animati di Madeline. Dopodiché, tra il 1990 e il 1991, CINAR e France Animation hanno prodotto gli adattamenti degli altri cinque libri originali per The Family Channel. Nel 1993, DIC ha prodotto una vera e propria serie su Madeline, composta da venti episodi e trasmessa anche su Family Channel. Nel 1995, altri 13 episodi sono stati prodotti dalla DIC per la ABC con il titolo originario "The New Adventures of Madeline". I restanti ventisei episodi furono prodotti tra il 2000 e il 2001, da DIC per Playhouse Disney.

## Film
Il 3 agosto 1999 DIC Entertainment e Buena Vista Home Video rilasciarono negli Stati Uniti, tramite videocassetta, il film Madeline - Il film. Tale film arrivò in Italia l'8 ottobre 2003, edito da Alfadedis Entertainment.